# 알리바이 (1929년 영화)
《알리바이》(Alibi)는 미국에서 제작된 롤랜드 웨스트 감독의 1929년 영화이다. 체스터 모리스 등이 주연으로 출연하였다.

## 출연

### 주연
- 체스터 모리스
- 해리 스툽스

### 조연
- 매 부쉬
- 엘리노어 그리피스
- 어마 해리슨
- 레지스 투미
- 엘 힐
- 제임스 브래드버리 주니어
- 커낸 크립스
- 퍼넬 프랫
- 팻 오맬리
- 드윗 제닝스
- 에드워드 브래디

## 기타
- 원작자: 일레인 S. 캐링튼
- 원작자:
- 원작자: J.C. 뉴겐트
- 미술: 윌리엄 카메론 멘지스